# OMX Stockholm
OMX Stockholm PI (OMXSPI) är ett aktieindex över alla aktier på Stockholmsbörsens huvudlista. Basdatumet för indexet är den 31 december 1995 och basvärdet är 100. OMXSPI revideras och ombalanseras dagligen.
Indexet lanserades 2001 under namnet SX All-Share (SAX) och ersatte då det tidigare generalindex. I augusti 2005 bytte indexet namn till OMX Stockholm (OMXS). Senare lades PI till i namnet som anger att det är ett prisindex som enbart tar hänsyn till kursrörelser och inte inkluderar utdelningar. Ett alternativt totalavkastningsindex som inkluderar återinvesterade utdelningar är OMX Stockholm GI (OMXSGI).